# Fliegerfaust

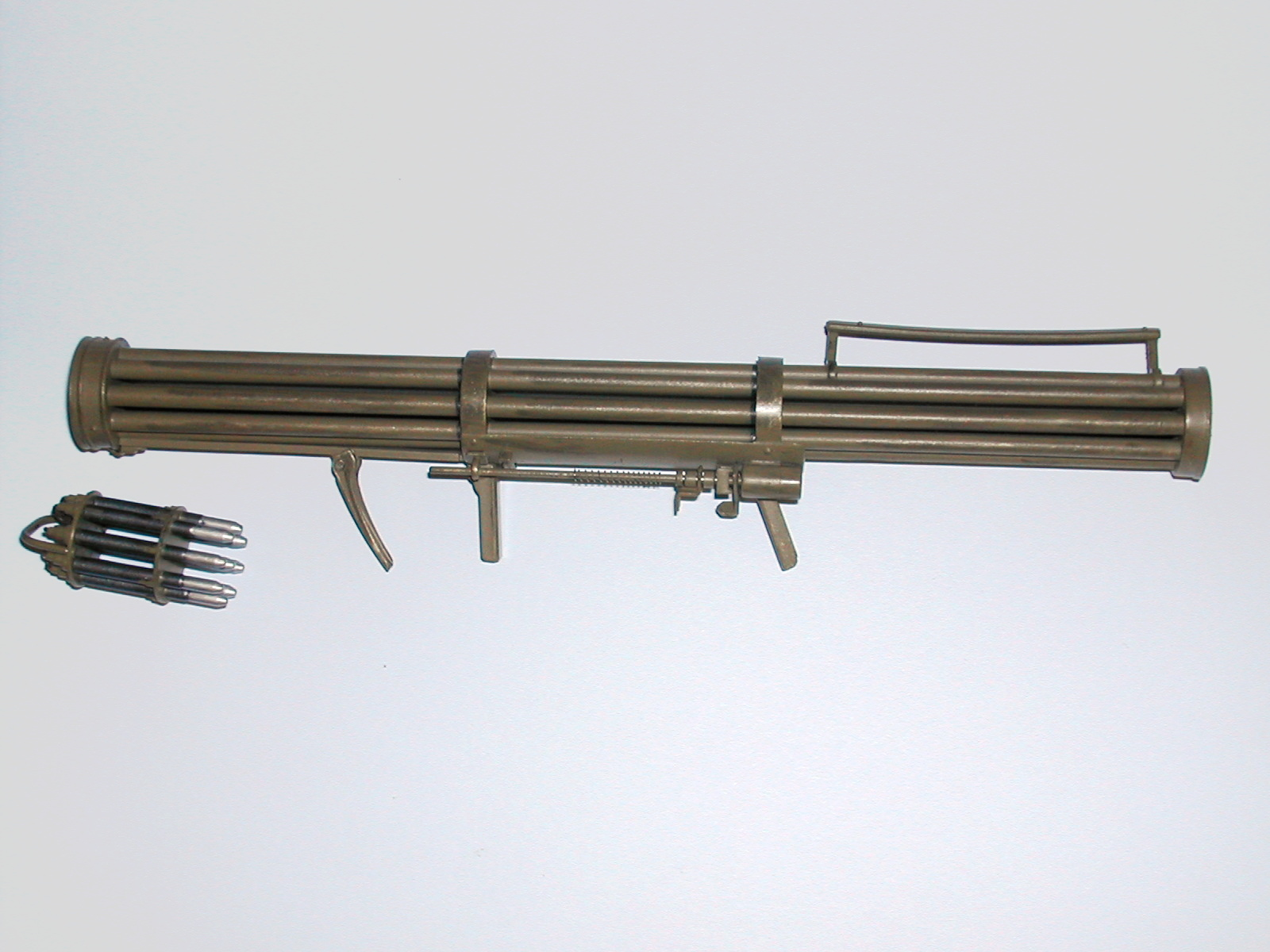
Fliegerfaust-B

Als Fliegerfaust wird bei der Bundeswehr und wurde bei der Wehrmacht im Zweiten Weltkrieg ein tragbares Gerät zur Abwehr von tieffliegenden gegnerischen Luftfahrzeugen bezeichnet. Aktuell hat sich für solche Systeme der Begriff „Man Portable Air Defense System (MANPADS)“ eingebürgert. Die Anfänge dieser Systeme gehen auf die deutsche Entwicklung im Zweiten Weltkrieg zurück.

## Namensgebung
Mit der Entwicklung des Gerätes, welches als „Fliegerfaust“ bekannt wurde, war ein Rüstungsunternehmen betraut, das bereits eine tragbare Einweg-Panzerabwehrwaffe konzipiert hatte, die Panzerfaust. Es lag demnach nah, dass die inoffizielle Namensgebung sich an dieser Waffe orientierte und die Waffe als „Luftfaust“ und später als „Fliegerfaust“ bezeichnet wurde. Psychologisch wurden bei der Panzerfaust Vergleiche mit der Eisernen Faust eines Götz von Berlichingen verwendet, was sicher zur moralischen Festigung der Soldaten dienen sollte. Das technische Prinzip der Fliegerfaust entsprach jedoch eher dem des „Panzerschreck“ (RkPzB 54).

## Modelle der Wehrmacht
Auf die persönliche Anweisung von Adolf Hitler hin befasste sich die zuständige Fachabteilung des Heereswaffenamtes, das Waffenprüfamt, im Jahr 1944 mit der Entwicklung einer Raketenrohrwaffe zur Abwehr von Tieffliegern. Diese Entwicklung wurde durch die technischen Erfahrungen mit dem Rauchzylinder 65 (RZ65) und der Raketenpanzerbüchse 54 Panzerschreck möglich.

### Fliegerfaust A
Ausführendes Unternehmen für die Entwicklung war die Firma HASAG (H. Schneider AG, Leipzig), die bereits mit der Faustpatrone und der Panzerfaust leichte Abwehrwaffen konstruiert hatten und auf viel Erfahrung bei rückstoßfreien Systemen zurückgreifen konnte. Die vier je 90 Gramm schweren 2-Zentimeter-Geschosse mit Raketenantrieb starteten aus einem Bündel von vier Rohren, welches der Schütze von seiner Schulter aus nach oben gerichtet abfeuerte. Die Raketengeschosse erreichten eine maximale Geschwindigkeit von 380 m/s. In Versuchen zeigte sich eine ungenügende Abdeckung des Trefferkreises und eine zu große Streuung. Man entschloss sich deshalb, die Anzahl der Rohre sowie deren Länge zu vergrößern.

### Fliegerfaust B
Die Fliegerfaust-B, auch Luftfaust genannt, besaß neun Rohre von 1,5 Metern Länge. Die neun Granaten (90 Gramm schwere Sprenggranaten mit einem Kaliber von zwei Zentimetern, die 19 Gramm Sprengstoff trugen) wurden in zwei Salven im Abstand von 0,2 Sekunden verschossen und bildeten in 500 Metern Entfernung einen Trefferkreis von etwa 60 Metern Durchmesser. Die 6,5 Kilogramm schwere Waffe wurde einfach mit dem hinteren Teil auf der Schulter aufgelegt, einen Rückstoß gab es nicht.
Angeordnet sind die Rohre mit einem Rohr in der Mitte und den weiteren 8 Rohren symmetrisch rundherum. Die Rohre werden durch Mündungs- und Bodenplatte fest ausgerichtet. Die Bodenplatte ist als nach hinten offener Topf ausgeführt, um das Magazin aufzunehmen. Zwei Platten in der Mitte geben Stoßgenerator, Haltegriff, Sicherung, Spannhebel, Stoßstange, Feder und Abzug die erforderliche Fixierung. Zwischen vorderer Mittelplatte und Mündungsplatte ist auf dem oberen Rohr eine Visierschiene mit Kimme und Korn montiert. Zwischen der hinteren Mittelplatte und dem Bodenstück die klappbare Schulterstütze.

Gepackt wurde die Waffe in einer Transportkiste, in der ein Gerät und 8 Magazine zu 9 Schuss gelagert waren.
Im Rahmen einer regelmäßigen, geheimen Veröffentlichung, „Arbeitsnachrichten Wa.Prüf. (BUM)“ wurde am 26. November 1944 bestätigt, dass eine 0-Serie von 10.000 Geräten und 4.000.000 Schuss in Auftrag gegeben worden sei. Die Entwicklung wäre im Dezember 1944 abgeschlossen und die Streuung auf 10 % innerhalb der Kampfentfernung reduziert, teilt ein Oberleutnant Jörg mit.
Die späte Entwicklung dieser Waffe kurz vor Kriegsende führte dazu, dass die Westalliierten erst genauere Informationen über das Gerät erhielten, als besagter Oberleutnant Jörg von US-amerikanischen Soldaten der 3. US-Armee im Raum Nürnberg gefangen genommen wurde. Es stellte sich heraus, dass eine Truppenerprobung im Januar 1945 im Raum Saarbrücken durchgeführt wurde. Doch die Berichte über den Einsatz erreichten das Waffenprüfamt nicht mehr. Jedoch gelang es der 1. US-Armee, diese Geräte und die entsprechende Munition bei der Firma HASAG in Leipzig zu erbeuten. Diese Beute wurde anschließend einer ausführlichen Erprobung zugeführt. Auch die sowjetischen Truppen erbeuteten dieses Gerät.
Die Serienfertigung war für März 1945 geplant. Im Truppenversuch befanden sich Ende April jedoch nur 80 dieser Waffen.

### 3-cm-Fliegerfaust
In der Entwicklung war angeblich noch eine im Kaliber vergrößerte Sechsrohr-Version, die ebenfalls einfach Fliegerfaust heißen sollte. Dies sollte die Möglichkeit schaffen, das 3-cm-Minen-Geschoss, welches für die Bordkanone Mk 108 gefertigt wurde, zu verschießen.

## Bundeswehr

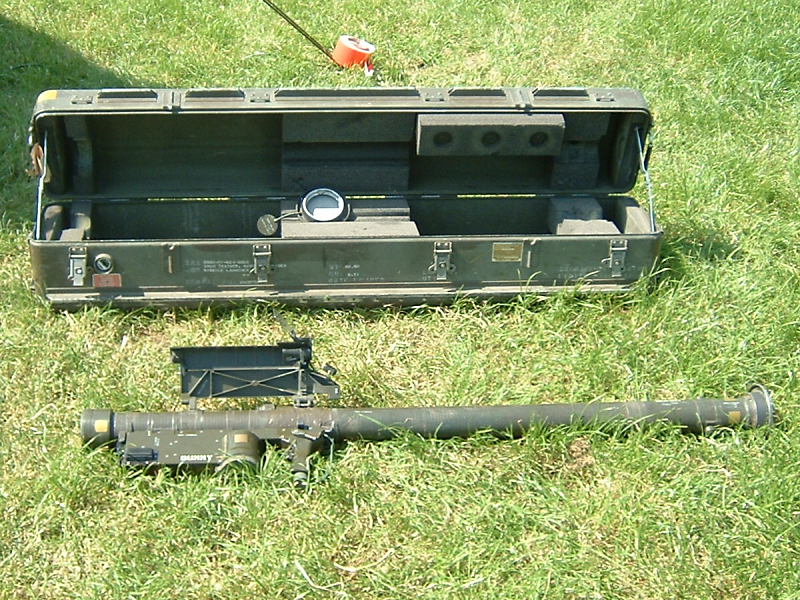
Ein Stinger-Startgerät mit Transportbehälter

In der Bundeswehr wurden bisher drei Modelle als Fliegerfaust bezeichnet:

### Fliegerfaust 1 West
Die 1973 eingeführte Fliegerfaust 1 West, eine Version der US-amerikanischen FIM-43 Redeye.

### Fliegerfaust 2 Stinger
Ab 1992 der Nachfolger, die Fliegerfaust 2 Stinger, eine Version der US-amerikanischen FIM-92 Stinger.

### Fliegerfaust 1 Ost
Nach der Auflösung der NVA wurde weiterhin die 9K32 Strela-2 als Fliegerfaust 1 Ost in die Bestände der Bundeswehr übernommen. Hier diente die Strela zum Eingewöhnen in das Schießen mit Fliegerfäusten, da ein Schuss mit der Fliegerfaust 2 wesentlich teurer ist. 2022 wurden noch vorhandene Altbestände an die Streitkräfte der Ukraine abgegeben und sind im Krieg gegen Russland verbraucht worden.